# 藏东瑞香
藏东瑞香（学名：[Daphne bholua] 错误：{{Lang}}：文本有斜体标记（帮助）），为瑞香科瑞香属下的一个植物种。